# 花村萬月
花村 萬月（はなむら まんげつ、本名：吉川 一郎、1955年〈昭和30年〉2月5日 - ）は、日本の男性作家。東京都出身。現在、京都市在住。

## 経歴
東京都生まれ。父親は明治の生まれで、母親とは30歳ほど離れていた。生まれて間もなく蒸発した父親が小学校入学後に戻り、旧仮名遣いの本で読書を強制される。父親の方針により小学校を休みがちになったが、様々な学問の基礎を父親から教わる。父親は小学校4年生の時に亡くなった。
問題行動の多い子どもであったため小学校6年のときに児童相談所に送られ、福祉施設の東京サレジオ学園小学校、育英学院のサレジオ中学校へ進む。卒業後は都立高校に進学したが、3日目に喧嘩が原因で退学。17歳で京都に移り、ヒモ生活や肉体労働などで食いつなぐ。「悪さをして関東にいられなくなり、17歳で京都に逃げました」と回想しており、肉体労働に従事したのは、中卒で当時は長髪だったこともありアルバイト採用が断れることが多かったためといい、京都大学の寮やロック喫茶の2階などを転々として寝起きしていた。以前は議論を吹っかけてやり合うのが好きだったのに、ぱたっと話せなくなり、自分の知識が借り物だったと気づいて「俺はこの程度か」と愕然としたと振り返っている。
後述する病気治療のための骨髄移植でABO式血液型がO型からAB型に変わり、短気で手が出やすかった性格も怒らなくなったと語っているが、一方では作家として大成した2020年代においても、「中身はその頃と変わっていません」「家族を（自動車に）乗せていても運転は荒いし、けんかはするし、反社会性は自分の中にあり続けている」とも述べている。
ギターが弾けたことから、20歳でキャバレー回りのミュージシャンになり、東京、京都、福岡などで活動。
薬物中毒からアルコール依存症になり入院。退院後は東京の歌舞伎町で博打三昧をしていたが、金持ちの人妻と知り合い、ともに日本中を旅する。その後、同棲していたクラブホステスの金で北海道旅行に行き、そこで綴った日記が旅行記のコンテストで佳作になったことで、小説家を目指すようになる。
1989年に小説すばる新人賞を受賞しデビュー。1998年には吉川英治文学新人賞、芥川龍之介賞を相次いで受賞する。
2009年、花園大学の客員教授に就任。
血液のがんである骨髄異形成症候群で2018年9月に骨髄移植を受け、さらに間質性肺炎、膀胱炎、前立腺炎、尿道炎を患ったほか、ステロイド剤の副作用で背骨4カ所を圧迫骨折した。「せっかくこれだけひどい目に遭っているんだから」と、痛みの表現を『ハイドロサルファイト・コンク』（集英社、2022年）として作品化した。題名は、かつて働いていた西陣織反物工場で使われていた漂白剤から採った。

## 人物
- 筆名は半村良に命名されたものである。
- 音楽の造詣が深く、特にマイルス・デイヴィスやロック、ブルースを好む。
- オートバイをZAZEN BOYSの向井秀徳に譲ったことがある。
- キリスト教系養護施設を経験した関係から、キリスト教聖職者による子供への性的虐待について、『ゲルマニウムの夜』 『青い翅の夜－王国記IV－』で描いており、『ゲルマニウムの夜』は映画化もされた。
- 京都近郊にある高級ソープランド「フォーナイン倶楽部」に推薦文を寄稿している[4]。

## 受賞歴
- 1989年 デビュー作の『ゴッド・ブレイス物語』で第2回小説すばる新人賞。
- 1998年 『皆月』で、第19回吉川英治文学新人賞。
- 1998年 『ゲルマニウムの夜』で第119回芥川龍之介賞受賞。
- 2017年 『日蝕えつきる』で第30回柴田錬三郎賞受賞。

## 作品リスト
- 『ゴッド・ブレイス物語』集英社、1990 のち文庫
- 『眠り猫』徳間書店、1990 のち文庫、新潮文庫
  - 『猫の息子－眠り猫II－』トクマ・ノベルズ、1994 のち文庫、新潮文庫
- 『重金属青年団』角川書店、1990 のち文庫
- 『屠られし者、その血によりて』徳間書店、1991（1994年に『紫苑』に改題、ノベルス）のち文庫
- 『渋谷ルシファー』集英社、1991 のち文庫
- 『なで肩の狐』トクマ・ノベルズ、1991 のち文庫、新潮文庫
- 『ブルース』角川ノベルズ、1992 のち文庫
- 『真夜中の犬』光文社カッパノベルス、1993 のち文庫
- 『月の光 ルナティック』広済堂出版、1993 のち文春文庫
- 『ヘビィ・ゲージ』毎日新聞社、1993 のち角川文庫
- 『永遠の島』学習研究社、1993 のち角川文庫
- 『紅色の夢』徳間書店、1993 のち文庫
- 『笑う山崎』祥伝社、1994
- 『聖殺人者イグナシオ』広済堂ブルーブックス、1994 「イグナシオ」角川文庫
- 『わたしの鎖骨』毎日新聞社、1994 のち文春文庫
- 『風に舞う』集英社、1994 のち文庫
- 『セラフィムの夜』小学館、1994 のち文庫
- 『狼の領分 なで肩の狐2』徳間書店、1994 のち文庫、新潮文庫
- 『ジャンゴ』角川書店、1995 のち文庫
- 『笑う萬月』双葉社、1995 のち文庫
- 『触角記』実業之日本社、1995 のち文春文庫
- 『夜を撃つ』広済堂出版、1997 のち角川文庫
- 『皆月』講談社、1997 のち文庫
- 『鬱』双葉社、1997 のち文庫
- 『あとひき萬月辞典 花村萬月ベスト・アンソロジー』光文社、1998 のち文庫
- 『ぢん・ぢん・ぢん』祥伝社、1998 のち文庫
- 『ゲルマニウムの夜』文藝春秋、1998 のち文庫
- 『二進法の犬』光文社カッパノベルス、1998 のち文庫
- 『守宮薄緑』新潮社、1999 のち文庫
- 『萬月療法』双葉社、1999 のち文庫
- 『王国記』文藝春秋、1999 「ブエナ・ビスタ-王国記Ⅱ-」文庫
  - 『汀にて－王国記Ⅲ－』文藝春秋、2001 のち文庫
  - 『雲の影－王国記Ⅳ－』文藝春秋、2003 のち文庫
  - 『青い翅の夜－王国記Ⅴ－』文藝春秋、2004 のち文庫
  - 『午後の磔刑－王国記Ⅵ－』文藝春秋、2005 のち文庫
  - 『象の墓場－王国記Ⅶ－』文藝春秋、2006 のち文庫
  - 『神の名前-王国記Ⅷ-』文藝春秋、2008
  - 『風の篠-王国記Ⅸ-』文藝春秋、2010
- 『風転』集英社、2000 のち文庫
- 『愛の風俗街道―果てしなき性の彷徨』光文社カッパブックス、2000
- 『吉祥寺幸荘物語』角川書店、2000 「幸荘物語」文庫
- 『犬・犬・犬（ドッグ・ドッグ・ドッグ）』（書き下し原作）全5巻、小学館、漫画：さそうあきら、2000-2002年
- 『♂♀（オスメス）』新潮社、2001 のち文庫、徳間文庫
- 『自由に至る旅―オートバイの魅力・野宿の愉しみ』集英社新書、2001
- 『惜春』講談社、2003 のち文庫
- 『萬月放談』ベストセラーズ、2003
- 『虹列車・雛列車』集英社、2003 のち文庫
- 『百万遍 青の時代』新潮社、2003 のち文庫
  - 『百万遍 古都恋情』新潮社、2006 のち文庫
  - 『百万遍 流転旋転』新潮社、2011
- 『私の庭 浅草篇』光文社、2004　のち文庫　
  - 『私の庭 蝦夷地篇』光文社、2007　のち文庫　
  - 『私の庭 北海無頼篇』光文社、2009 のち文庫
- 『駄日記 2003.6.15〜2004.1.1』太田出版、2004
- 『父の文章教室』集英社新書、2004
- 『空は青いか』講談社、2005 のち文庫
- 『浄夜』双葉社、2005 のち文庫
- 『たびを』実業之日本社、2005
- 『愛は、むずかしい』角川書店、2006
- 『愛情』文藝春秋、2007
- 『錏娥哢奼（アガルタ）』集英社、2007　のち文庫
- 『沖縄を撃つ！』集英社新書、2007
- 『犬でわるいか　萬月夜話其の2』講談社文庫、2009
- 『草臥し日記　萬月夜話其の3』講談社文庫、2009
- 『少年曲馬団』講談社 2008
- 『ワルツ』角川書店、2008　のち文庫
- 『俺のロック・ステディ』集英社新書、2009
- 『なかで、ごめんね』講談社、2009
- 『GA・SHIN!我神』集英社、2010
- 『ウエストサイドソウル西方之魂』講談社、2010　のち文庫
- 『旅の柄』光文社、2010
- 『我・神』集英社、2010
- 『裂』講談社、2011
- 『武蔵』1-4　徳間書店、2011-15　（宮本武蔵を描く）
- 『アイドルワイルド!』祥伝社、2011　のち祥伝社文庫
- 『信長私記』講談社、2012
  - 『完本信長私記』講談社 2015
- 『よろづ情ノ字 薬種控』光文社、2012　のち文庫
- 『希望（仮）』角川書店、2012
- 『萬月な日々』双葉社、2012
- 『色』文藝春秋 2013
- 『弾正星』小学館 2014 (松永久秀を描く)
- 『舎人の部屋』双葉社 2014
- 『いまのはなんだ?地獄かな』光文社 2015
- 『ロック・オブ・モーゼス』KADOKAWA 2015
- 『心中旅行』光文社　2017　のち光文社文庫
- 『ニードルス』KADOKAWA 2018
- 『花折』集英社 2018
- 『帝国』講談社 2020
- 『ヒカリ』光文社 2020
- 『日蝕えつきる』集英社 2020
- 『くちばみ』小学館 2020
- 『対になる人』集英社 2021
- 『夜半獣』徳間書店 2021
- 『ハイドロサルファイト・コンク』集英社 2022
- 『姫』光文社 2022

## 映画化作品リスト
- 『XX（ダブルエックス） 美しき狩人（ハンター）』（原作:『紫苑』 監督:小沼勝 主演:久野真紀子 1994年）
  - 『XX（ダブルエックス） しなやかな美獣』（原作:『紫苑』 監督:小沼勝 主演:嶋村かおり 1996年）
- 『イグナシオ』（原作:『聖殺人者イグナシオ』 監督:田中昭二 主演:いしだ壱成 1996年）
- 『セラフィムの夜』（原作:同名 監督:高橋伴明 主演:大沢逸美 1996年）
- 『猫の息子』（原作:同名 監督:柏原寛司 主演:青木伸輔 1997年）
- 『なで肩の狐』（原作:同名 監督:渡辺武 主演:椎名桔平 1999年、DVD題：「なで肩の狐 凶殺」）[5]
- 『皆月』（原作:同名 監督:望月六郎 主演:奥田瑛二 1999年）
- 『紅色の夢－CRIMSON DREAM－』（原作:『紅色の夢』 監督:中田昌宏 主演:夏生ゆうな 2002年）
- 『ゲルマニウムの夜』（原作:同名 監督:大森立嗣 主演:新井浩文 2005年）

## 家族
娘が2人いる。2022年度時点では中学生と小学生であるが、「人格を持った一人の大人として接している」といい、「勉強しろ」などとは言わないという。